# Neoptychocarpus apodanthus
Neoptychocarpus apodanthus är en videväxtart som först beskrevs av João Geraldo Kuhlmann, och fick sitt nu gällande namn av Buchheim. Neoptychocarpus apodanthus ingår i släktet Neoptychocarpus och familjen videväxter. Inga underarter finns listade i Catalogue of Life.